# Álvaro Martins
Álvaro Dias Martins (Trairi, 4 de abril de 1868 — Fortaleza, 30 de junho de 1906) foi um poeta brasileiro.

## Biografia
Depois de ter morado em Fortaleza durante cerca de seis anos, onde trabalhou como caixeiro viajante, foi morar no Rio de Janeiro, em 1885. Na capital do Império, exerceu a atividade jornalística, colaborando com o jornal abolicionista Cidade do Rio, de José do Patrocínio, e no republicano Gazeta Nacional.
Devido a problemas de saúde, regressou ao Ceará em 1888, onde fundou o Clube Republicano do Estado. Exerceu, a partir de 1901, o magistério no Liceu do Ceará.
Foi sócio-fundador do Centro Literário. Seus poemas foram publicados em diversas revistas no país e no exterior, tornando-o bem conhecido. Entre os que elogiaram o seu trabalho, destaca-se Eça de Queirós, conforme nos relata o Barão de Studart (Dicionário Bio-Bibliográfico Cearense, Tomo I, p. 41, 1980).

## Obras
Suas obras mais famosas foram: 
- Os Pescadores da Taíba, (1895),[2]
- Capela Milagrosa, (1898),[1]

## Homenagens
- Patrono da cadeira Nº 2 da Academia Cearense de Letras,
- Uma rua em Fortaleza foi nomeada em homenagem ao poeta,[7]